# Allochthonius opticus
Espèce
Synonymes
- Chthonius opticus Ellingsen, 1907
- Allochthonius anthracinus Morikawa, 1952
- Allochthonius yanoi Morikawa, 1952
- Allochthonius troglophilus  Morikawa, 1956
- Allochthonius opticus takasawadoensis  Morikawa, 1956

Allochthonius opticus est une espèce de pseudoscorpions de la famille des Pseudotyrannochthoniidae.

## Distribution
Cette espèce se rencontre au Japon et en Corée du Sud.

## Liste des sous-espèces
Selon Pseudoscorpions of the World (version 3.0) :
- Allochthonius opticus opticus (Ellingsen, 1907)
- Allochthonius opticus troglophilus Morikawa, 1956

## Publications originales
- Ellingsen, 1907 : On some pseudoscorpions from Japan collected by Hans Sauter. Nytt Magasin for Naturvidenskapene, vol. 45, p. 1-17.
- Morikawa, 1956 : Cave pseudoscorpions of Japan (I). Memoirs of Ehime University, Sect. II, sér. B, vol. 2, p. 271-282.